# Сандъкчифлишко неолитно селище
Сандъкчифлишкото праисторическо селище (на гръцки: Νεολιθικός οικισμός Αρκαδικού) е археологически обект край драмското село Сандък чифлик (Алркадикос), Гърция.
Селищната могила е разкрита в 1991 година в района на работническите жилища. Разкопките са ръководени от Ефорията за праисторически и класически антики на Кавала и Солунския университет.
Селището е обитавано от началото на неолите - 6000 - 4000 година пр. Хр. до ранната желязна епоха. Разкрити са правоъгълни къщи, едностайни, изградени от тухли, кал, клони и тръстика. Подът на къщите е прост, направен от пресована глина, докато покривите са двойни, с рамки от греди, клони и тръстика. Вътре и извън къщите са открити глинени фурни и огнища за приготвяне на храна, като вътрешните огнища служат и за отопление и осветление. Открити са и инструменти за приготвяне на храна, обработка на кожи, прибори за хранене и семена от зърнени и бобови растения. Селището е отглеждало едър рогат добитък, овце и кози, както и свине, и се е препитавало и с лов и сладководен риболов.